# Bcachefs
bcachefs – system plików dla systemu Linux oparty na bcache (z którym dzieli około 80% kodu). Rozwijany głównie przez Kenta Overstreeta, pierwotnie upubliczniony w 2015 roku, a włączony do oficjalnego kodu jądra Linux wersji 6.7. Pod względem dostępnych nowoczesnych funkcji ma  konkurować z ZFS i btrfs, a pod względem szybkości i wydajności z ext4 i XFS.

## Właściwości
Dostępne oraz planowane funkcjonalności:
- Kopiowanie przy zapisie (jak zfs czy btrfs),
- Sumy kontrolne dla danych i meta-danych,
- Obsługa wielu urządzeń, obejmująca replikację oraz inne typy RAID,
- Pamięć podręczna (ang. caching),
- Kompresja (wspierane algorytmy LZ4, gzip oraz ZSTD),
- Szyfrowanie (algorytmy ChaCha20 oraz Poly1305),
- Migawki (ang. Snapshot) – możliwość powrotu do poprzedniej wersji plików,
- Skalowalność (przetestowano na ponad 50TB, lecz obsługiwane będą znacznie większe pojemności).